# Jacqueline Rabun
Pour l’article homonyme, voir Rabun.
Jacqueline Rabun (née le 8 novembre 1961) est une créatrice de bijoux américaine,,,.

## Biographie
Rabun est née à Bitburg, en Allemagne,. Elle est autodidacte,,.
En 1989, elle déménage à Londres et lance sa première collection de bijoux,. La collection est achetée par Barneys New York. Ses bijoux sont apparus sur la couverture de Vogue UK en 1992.
Elle a créé des conceptions de bijoux pour Georg Jensen et Halston,,,,.